# Arbeitskreis Fritz Reuter
Der Arbeitskreis Fritz Reuter im Kulturbund der DDR
war eine regionale Interessengemeinschaft im Bereich der drei Nordbezirke Rostock, Schwerin und Neubrandenburg zur Pflege des Erbes des niederdeutschen Schriftstellers Fritz Reuter. Er bestand nur sehr kurze Zeit. Der Arbeitskreis, der seinen Sitz beim Bezirkssekretariat des Kulturbundes in Neubrandenburg hatte, wurde am 28. Mai 1989 in Güstrow gegründet und hat sich nach  dem Ende der DDR alsbald aufgelöst. Die zuletzt 44 Arbeitskreismitglieder traten im September 1990 einzeln der 1960 in Lübeck gegründeten Fritz Reuter Gesellschaft e.V. bei. Diese hat seit 1991 ihren Sitz in Neubrandenburg. Die Mitglieder waren Wissenschaftler, Künstler, Kulturschaffende, Literaturpropagandisten und einige „andere Reuter-Freunde“. Unausgesprochen stand hinter der Gründung die Absicht, ein DDR-Pendant zu der Literaturgesellschaft im Westen zu etablieren.

## Gründung
Der Gründung des Arbeitskreises gingen mehrere Jahre der Vorbereitung voraus. Erste Überlegungen resultierten aus dem am 6. Mai 1986 unterzeichneten deutsch-deutschen Kulturabkommen, das Kulturaustausch, kulturelle Zusammenarbeit und Partnerschaften über die Grenze hinweg ermöglichte. Solche Zusammenarbeit mit den Niederdeutschen im Norden der DDR wurde in der Folge vor allem von der Lübecker Reuter-Gesellschaft forciert. Nach dem Beispiel anderer westlicher Literaturgesellschaften, die ihren Namensgeber im östlichen Teil Deutschlands hatten, strebte die Reuter-Gesellschaft nun auch Mitgliedertreffen in der DDR an. Allerdings fehlte ihr auf der anderen Seite ein Partner in Gestalt etwa einer Reuter-Gesellschaft der DDR. In Neubrandenburg, Rostock und Schwerin wurde die Gründung einer solchen Institution als Chance erkannt, mehr Reisemöglichkeiten in Richtung Westen zu erreichen. Während DDR-Rentner unbehelligt zu den jährlichen Reuter-Tagen der Lübecker Gesellschaft fuhren, blieben Museumsleuten, Wissenschaftlern und anderen Reuterexperten in staatlichen Diensten solche Ausflüge zumeist versperrt.
Zu den Initiatoren des Arbeitskreises gehörten Arnold Hückstädt, der damalige Direktor des Fritz-Reuter-Literaturmuseums in Stavenhagen, der Schweriner Schriftsteller Jürgen Borchert und der Lektor des Rostocker Hinstorff-Verlages, Wolfgang Müns. Schirmherr der Gründungsversammlung im Mai 1989 im Festsaal des Güstrower Schlosses war der damalige stellvertretende Minister für Kultur, Klaus Höpcke. Der Arbeitskreis verabschiedete in Güstrow „Leitsätze“ für seine Arbeit („Voraussetzungen und Zielstellungen“, „Wirkungsweise“, „Mitgliedschaft“, „Leitung“).

## Ziele
Die Gründung des Arbeitskreises, hieß es in den Leitsätzen, stelle „einen Weg dar, speziell an Fritz Reuter und seinem literarischen Umfeld interessierte Bürger in der sozialistischen Erbepflege aktiv werden zu lassen“. Der Arbeitskreis vertrete und vertiefe „die Positionen der marxistisch-leninistischen Literaturwissenschaft zu Leben, Werk und Wirkung des bürgerlich-humanistischen Nationalautors Fritz Reuter“. Vorgesehen waren u. a. „maßstabsetzende“ literarische Veranstaltungen, Angebote literarischer Materialien, fördernde Einflussnahme auf die regionale und überregionale Publikationstätigkeit sowie die Anregung literarisch-historischer Forschungen. Für Verdienste um die Pflege des reuterschen Erbes und der niederdeutschen Sprache und Literatur sollte eine Fritz-Reuter-Ehrenplakette gestiftet werden, die dem Ehrenbrief der Lübecker Fritz Reuter Gesellschaft entsprochen hätte.
Der Arbeitskreis sollte allen natürlichen und juristischen Personen offenstehen, „die für die Verwirklichung der Grundaufgaben des Kulturbundes und die Leitsätze“ eintraten. Als Jahresbeitrag wurden 20 DDR-Mark festgelegt, für Kollektive und Institutionen 100 DDR-Mark. Wie in der Fritz Reuter Gesellschaft üblich, sollten die Mitglieder Jahresgaben erhalten. Den Arbeitskreis führte ein Vorsitzender mit zwei Stellvertretern. Der Vorstand bestand aus insgesamt 15 Mitgliedern, je fünf aus jedem Bezirk. Gewählt wurden in Güstrow Arnold Hückstädt (Neubrandenburg) zum Vorsitzenden, Jürgen Borchert (Schwerin) und Anna-Margarete Zdrenka (Rostock) zu Stellvertretern. Neben Kulturbund-Mitarbeitern gehörten dem Vorstand auch Wissenschaftler der Universitäten Rostock und Greifswald an.
Die Lübecker Fritz Reuter Gesellschaft übersandte dem Arbeitskreis zur Gründung in Güstrow eine Grußadresse folgenden Inhalts: „Die Fritz-Reuter-Gesellschaft Lübeck begrüßt Ihre Initiative zur Gründung des Fritz-Reuter-Arbeitskreises und sendet allen Teilnehmern der Gründungsversammlung die besten und aufrichtigsten Wünsche für ein fruchtbares Wirken. Wir freuen uns, daß sich in der Heimat Fritz Reuters ein neues Zentrum bildet, das dem Streben dieses Dichters, seinem Werk, seinem menschlichen Engagement und seinem Einsatz für die niederdeutsche Sprache und Literatur die gebührende Geltung verschaffen möchte. Möge der neue Arbeitskreis Erfolg haben in Reuters Heimat, im ganzen niederdeutschen Bereich und darüber hinaus in dem internationalen Maßstab, der Reuter angemessen ist. Mit unseren Wünschen zum guten Gelingen hoffen wir auf gute Zusammenarbeit in dem uns verbindenden Ziel, Reuters Erbe und Menschenbild weiter und wirksamer zu verbreiten. Lassen Sie uns gemeinsam überlegen, welche Wege dazu neu angelegt und geebnet werden können.“

## Stasi-Einflussnahme
1990 wurde öffentlich, dass der Arbeitskreis „in den Fängen“ der Staatssicherheit gesteckt hatte. Die Neubrandenburger Zeitung Nordkurier schrieb: „In der Lagefortschreibung der Abteilung XX für das Jahr 1989 taucht als ein neuer ‚Schwerpunkt’ der ‚Regionale Arbeitskreis Fritz Reuter’ auf. Der Hintergrund war folgender: Bei seiner Gründung handelte es sich, wie aus den Lagefortschreibungen hervorgeht, um eine ‚Alternative zur Fritz-Reuter-Gesellschaft Lübeck’. Kontakte von Mitgliedern des Arbeitskreises Fritz Reuter zur ‚Reuter-Gesellschaft Lübeck’ wurden als ‚nicht zulässig’ betrachtet. Als die Reuter-Gesellschaft Lübeck zur Gründung eine Grußadresse sandte, deren Inhalt vom MfS als ‚ohne operative Relevanz’ eingeschätzt wurde, griff der Stasi in den Ablauf der Gründungsveranstaltung ein. So heißt es in entsprechenden Unterlagen: ‚Eine operative Einflußnahme der Abteilung XX, daß diese Grußadresse ... nicht verlesen wird, ist gewährleistet.’“
Die erwähnte „operative Einflußnahme“ erläutert ein am 24. Mai 1989, fünf Tage vor der Gründungsversammlung, an die Stasi-Bezirksverwaltung Neubrandenburg und die Berliner MfS-Zentrale gerichtetes Schreiben der MfS-Bezirksverwaltung Rostock: „Auf Veranlassung der Leitung des Arbeitskreises wurden über die 1. Sekretäre der Bezirksleitungen des Kulturbundes der 3 Nordbezirke Maßnahmen eingeleitet, damit weitere Grußadressen von DDR-Partnern am 28. Mai 1989 vorliegen. Hierdurch soll ein alleiniges Verlesen der Grußadresse des e.V. unterbunden werden.“ Die von DDR-Partnern eingeforderten Grußadressen stammten vom VEB Hinstorff Verlag Rostock, den Kulturbund-Bezirksgesellschaften Heimatgeschichte und Denkmalpflege Neubrandenburg, dem Mecklenburgischen Folklorezentrum (MFZ) Rostock und dem Volkstheater Rostock.
Das Rostocker MFZ, das die Gründung des Reuter-Arbeitskreises in seiner Grußadresse offiziell ausdrücklich begrüßte und den Arbeitskreis darin als „weiteren verbündeten Partner bei der Aneignung und Verbreitung des literarischen Erbes“ ansprach, hatte die Arbeitskreis-Gründung zuvor zu verhindern gesucht. Allerdings nicht in einer offenen Auseinandersetzung, sondern konspirativ mit Mitteln der Stasi. Die staatliche Einrichtung MFZ, ebenfalls auf Literaturvermittlung und -förderung festgelegt, sah in der Kulturbund-Initiative einen unerwünschten Konkurrenten. Unter dem ausdrücklichen Verweis auf seine Quelle IME „Monika Turm“ verfasste die Stasi-Bezirksverwaltung Rostock, Abteilung XX, am 12. April 1989 eine vierseitige „Operativinformation“ über die „politisch und inhaltlich nicht begründete Notwendigkeit“ der Arbeitskreis-Gründung. Der Inoffizielle Mitarbeiter im besonderen Einsatz „Monika Turm“ wurde Ende der 90er Jahre als Leiter des MFZ identifiziert. Die MFZ-Leitung lag 1989 in den Händen von Marion Schmidt. Den Arbeitskreis-Gründern wurden in der Operativinformation „erhebliche politisch-inhaltliche Mängel“ bei der Vorbereitung vorgehalten, die „inhaltlich unkonkret“ formulierten Leitsätze für den Arbeitskreis würden die „politische Orientierung“ erschweren, Funktion und Aufgaben des Arbeitskreises würden die „Dezentralisierung staatlicher Einflüsse“ begünstigen. Die abschließende Empfehlung lautete: „Es wird vorgeschlagen, zur Gewährleistung der zentralen politischen Führung und Leitung der Prozesse bei der Pflege des niederdeutschen Erbes unter Berücksichtigung spezifischer Interessen, bei der Wahrung und Erhaltung des literarischen Erbes von Fritz Reuter, alle diesbezüglichen Aufgaben weiterhin unter Leitung des Mecklenburgischen Folklorezentrums der drei Nordbezirke zu belassen.“
Die Rostocker Bezirksverwaltung bat die Berliner Stasi-Zentrale mit Schreiben vom 20. April 1989, fünfeinhalb Wochen vor der Gründungsversammlung am 28. Mai 1989 in Güstrow, „Einfluß auf die vorbeugende Verhinderung der Bildung eines Arbeitskreises 'Fritz Reuter' zu nehmen“. Die Antwort aus Berlin lautete: „nicht realisierbar“. Die Stasi-Zentrale verwies in ihrem Schreiben vom 18. Mai 1989 auf eine Entscheidung auf höchster Parteiebene: „Die Bildung des o.g. Arbeitskreises wurde in einer persönlichen Absprache zwischen dem Mitglied des Politbüros und Sekretär des ZK der SED, Genossen Prof. Kurt Hager, und dem 1. Vizepräsidenten des Kulturbundes der DDR, Gen. Prof. Karl-Heinz Schulmeister, der mit der Realisierung dieser Aufgabenstellung beauftragt wurde, festgelegt.“

## Auflösung
Über die Zeit, die auf die Gründung des Reuter-Arbeitskreises im Frühjahr 1989 folgte, äußerte sich Vorsitzender Arnold Hückstädt im Juli 1990 rückblickend in einem Pressegespräch: „Es kam die Sommerpause und danach im Herbst der revolutionäre Umbruch in unserem Land. Reuter geriet aus unserem Blickfeld.“ Anfang 1990 löste sich der Arbeitskreis aus dem Kulturbund. Hückstädt: „Auf einer Vorstandssitzung Mitte März in Güstrow faßten wir den Beschluß zur Umbenennung des Arbeitskreises in die Fritz-Reuter-Gesellschaft Stavenhagen e.V. Damit folgten wir erstens dem Zug der Zeit, gründeten einen selbständigen Verein, und zweitens wollten wir mit Stavenhagen im Namen unseren Sitz in der DDR deutlich benennen. Zu dem Zeitpunkt hatten wir durchaus noch die Absicht, uns als eigenständige Gesellschaft zu profilieren.“ Allerdings ließ sich die Gesellschaft dann schon nicht mehr ins Vereinsregister eintragen. Hückstädt: „Die fortschreitende Entwicklung zu einem vereinten Deutschland läßt es unsinnig erscheinen, weiterhin zwei Reuter-Gesellschaften zu haben, zumal unsere Anfänge eher bescheiden sind gegenüber der 30jährigen Entwicklung in Lübeck.“ Mit ihrer ersten und einzigen Veranstaltung, einem Reuter-Tag in Dömitz im August 1990, verabschiedete sich die Stavenhagener Gesellschaft aus der Öffentlichkeit.
Erste Bemühungen, in der Heimat Fritz Reuters eine Reuter-Gesellschaft zu gründen, hatte es schon vierzig Jahre früher gegeben. In der Landeszeitung für Mecklenburg-Vorpommern vom 8. November 1946 veröffentlichte die Landesleitung Mecklenburg-Vorpommern des Kulturbundes einen „Aufruf zur Stiftung eines Fritz-Reuter-Fonds und zur Gründung einer Fritz-Reuter-Gesellschaft“. Darin hieß es: „Die Landesleitung des Kulturbundes ruft alle demokratischen Organisationen unseres Landes auf, aus ihrer Mitte eine Fritz-Reuter-Gesellschaft und aus ihren Mitteln einen Fritz-Reuter-Fonds zu bilden, dessen wesentliche Aufgabe wird sein müssen, Reuters Geburtshaus in Stavenhagen zu einer Fritz-Reuter-Erinnerungsstätte zu machen.“
Das Fritz Reuter Literaturarchiv Hans-Joachim Griephan Berlin verfügt über eine umfangreiche Dokumentation und Materialsammlung zum Arbeitskreis Fritz Reuter.